# 葛劍青
葛劍青（英語：Kimmy Got Kim Ching，1952年6月26日—），1970年代香港著名的播音員、歌手及演員，有「長腿姐姐」的綽號。

## 簡歷
葛劍青早年就讀威靈頓英文中學。她還在讀書時，曾經替香港電台於工展會攤位擔任《工展遊客點唱》主持。1969年，葛劍青於威靈頓英文書院畢業，畢業後曾任職於匯豐銀行，又曾任職商行祕書、商行會計、商品模特兒及機場地勤等工作。由於其身形高䠷，所以被稱為「長腿姐姐」。
1971年6月葛劍青正式加入香港電台，任播音員及節目主持等工作。1973年，葛劍青除參演香港電台電視部製作的《獅子山下》，亦參演無綫電視電視劇《七十三》及無綫電視節目《齊齊玩》主持。1974年，葛劍青進軍大銀幕，與協利電影（香港）有限公司簽約成為旗下藝人，陸續演出《香港73》、《女魔》等電影。於1975年，葛劍青更首次推出唱片《藍領白領》。1978年12月，葛劍青拍罷麗的電視電視劇《巨星》，便往美國麻州大學波士頓分校讀書。
1982年夏天，葛劍青得工商管理和電腦雙學士畢業回港，回港後，葛劍青選擇從商，當了製衣廠的老闆，其後便淡出娛樂圈。1991年與梁姓丈夫移民美國加州，生一子一女。2002年在香港獲陳任邀請出任其《名人飯局》節目其中一集嘉賓。2013年，參與抗議ABC節目辱華活動。葛為家中五兄弟姐妹之長，其中一弟是合迪汽車董事總經理葛創基（「榮冠大道」、「榮闖大道」的合夥馬主，與「榮光大道」、「榮彩大道」馬主陳仲賢份屬連襟）。

## 電台作品（香港電台）

### 廣播劇
| 年份   | 劇名                 | 角色   |
| 1972年 | 世界勾奇錄——夢幻船空 | 銀美   |
| 1972年 | 滿堂吉慶             | 二嫂   |
| 1973年 | 青春偶像             | 葉愛琳 |
| 1973年 | 四人夜話之奇妒       | 星子   |
| 1973年 | 春波綠               | 杜萬儀 |
| 1974年 | 藍領白領             |        |
| 1974年 | 夜雲輕               | 柏文佳 |
| 1974年 | 妒火                 | 張俊慧 |
| 1974年 | 哭泣的茜莤           | 茜茜   |
| 1974年 | 桑園                 | 桑文薏 |
| 1974年 | 青園春               | 舒曼文 |
| 1975年 | 霧女郎               | 霧女郎 |
| 1975年 | 又見雨虹             | 李依潔 |
| 1976年 | 奇俠司馬洛之水晶美人 | 瑪莉   |
| 1977年 | 春之夢幻             | 馬麗詩 |
| 1977年 | 稚情                 | 漾慈   |
| 1977年 | 一串眼淚             | 施孟丹 |
| 1977年 | 左岸落葉             | 葉梵亦 |
| 1977年 | 十八歲的愚昧         | 方宜安 |
| 1978年 | 街燈                 | 朱安麗 |
| 1978年 | 千帆盡處             | 沈雪兒 |
| 1978年 | 海邊夕陽             | 阮倩婷 |
| 1978年 | 迷你探案之怪廣告     | 高明珠 |
| 1982年 | 木結他               | 何莉莎 |

### 電台節目
| 年份   | 節目名稱     |
| 1971年 | 電話說心聲   |
| 1975年 | 香江之晨     |
| 1976年 | 美麗的音符   |
|        | 葛劍青半小時 |

### 電台活動
| 年份   | 活動名稱       |
| 1976年 | 青春交響曲之夜 |

## 影視作品

### 電視劇
| 年份           | 媒體     | 劇名               | 角色           |
| 1973年－1976年 | 無綫電視 | 七十三             | 徐咪咪（Mimi） |
| 1973年－1976年 | 香港電台 | 獅子山下           | 高可宜         |
| 1977年         | 香港電台 | 小時候             |                |
| 1978年         | 香港電台 | 屋簷下：自從有了我 | Lisa           |
| 1978年         | 麗的電視 | 巨星               | 苗丁丁         |

### 電視節目
| 年份   | 媒體     | 節目名稱 |
| 1974年 | 無綫電視 | 齊齊玩   |
| 1977年 | 香港電台 | 少年行   |
|        | 麗的電視 | 花花世界 |

### 電影
| 年份   | 影片名稱       | 角色  |
| 1974年 | 香港73         | Kitty |
| 1974年 | 女魔           |       |
| 1975年 | 酒吧女郎       |       |
| 1975年 | 蠱惑女光棍才   |       |
| 1975年 | 男人四十一條龍 |       |
| 1975年 | 橫衝直撞小福星 |       |
| 1977年 | 邪魔煞         |       |
| 1978年 | 蠱女(怪婆)     |       |

## 音樂作品

### 唱片
| 年份   | 名稱     | 唱片公司 |
| 1975年 | 藍領白領 | 寶麗金   |
| 1978年 | 美男子   | 有聲唱片 |

## 外部連結
- 葛劍青在香港影庫上的簡介